# FUGRO

Logo

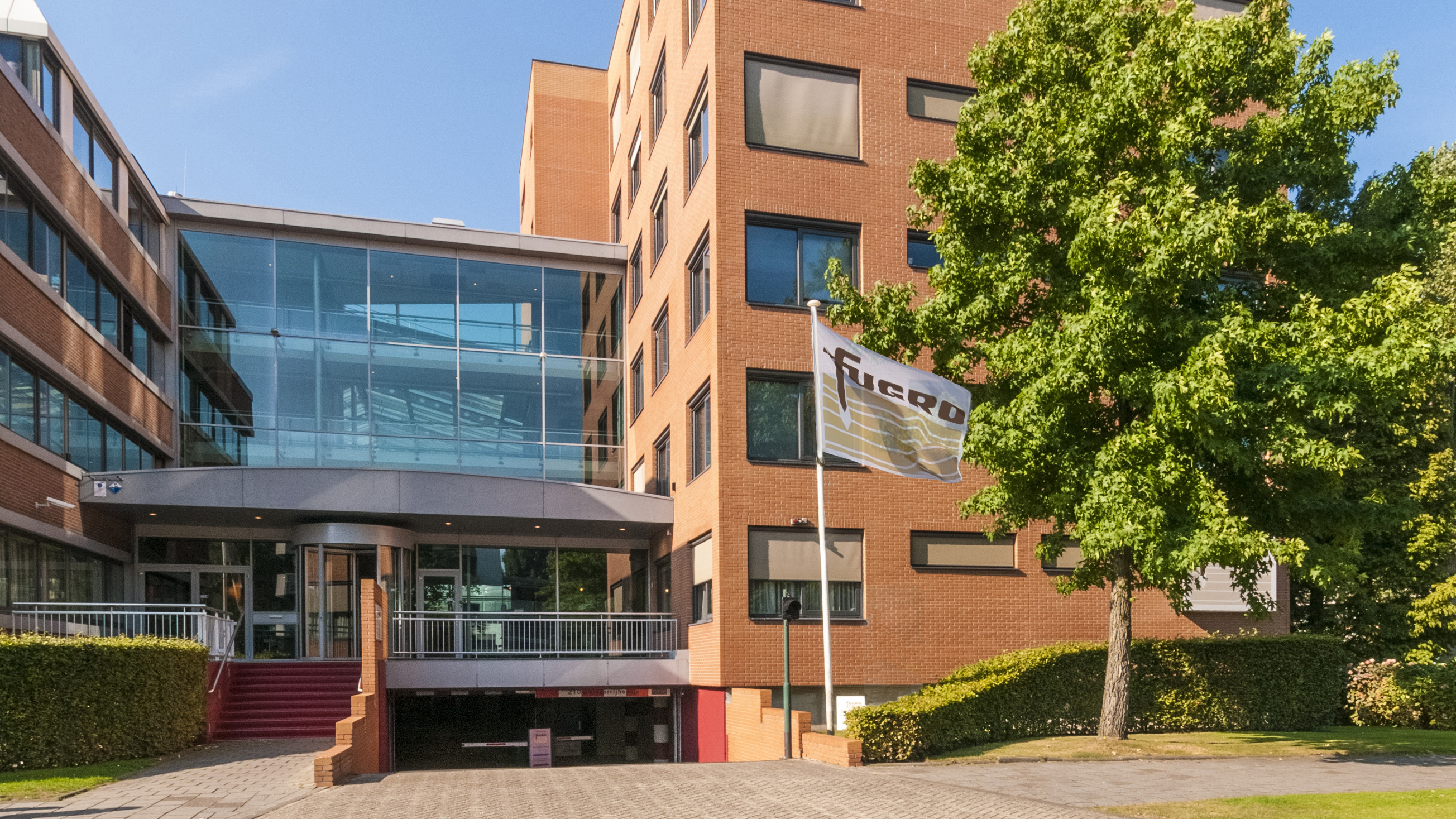
Sede

Fugro (sigla: FUnderingstechniek en GROndmechanica) e uma empresa holandesa que presta serviços para a indústria de exploração e produção de petróleo e gás. Tem as seguintes três divisões internas: Geotechniek, Survey en Geoscience. 

Sua sede fica na cidade de Leidschendam.